# 特別事務辦公室
特別事務辦公室（ 英語：Office of Special Affairs, OSA）原名守護者辦公室，是位於美國洛杉磯的國際山達基教會（山達基教會總會）的一個部門。據教會稱，特務辦負責指導法律事務、公共關係、開展調查、宣傳教會的「社會改善工作」以及「監督其社會改革計劃」。
一些教會外的觀察員將該部門描述為一個情報機構，將其與美國中央情報局或蘇聯克格勃相對比。作爲反擊，該部門針對批評者採取了暗殺行動或/同人格暗殺的顛倒黑白操縱行為。
特別事務辦公室是現已取消的守護者辦公室的後繼機構，和其前身一樣也屬於山達基教會組織結構中的第7處第20課 - 特別事務課（Department of Special Affairs）。守護者辦公室曾負責實施「白雪公主行動」（滲透美國政府和國際組織以刪除關於山達基的負面情報）和「恐慌行動」（將山達基的批評者莫蘭·庫珀抹黑並送入監獄或精神病院）。
最近為人所知的國際特務辦指揮官是琳達·哈默爾（Linda Hamel）。她的前任指揮官是已經離開山達基教會的麥可·林德。林德退教之後成爲了山達基的激烈批評者，並在《莉亞·萊米妮：山達基教與劫後餘生》紀錄片中擔任聯合主持人。

## 結構和人員

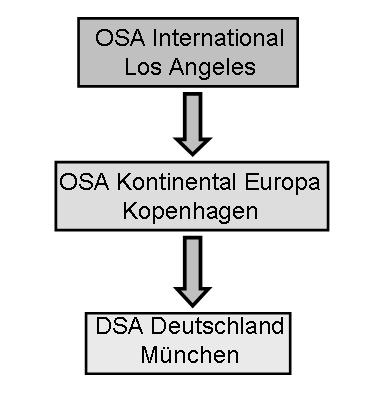
一個組織結構的例子：
- 國際特別事務辦公室 - 洛杉磯
- 歐陸特別事務辦公室 - 哥本哈根
- 德國地方特別事務主管 - 慕尼黑

特務辦自身的員工均是由山達基教會的菁英組織海洋機構選出。而在世界各地的山達基組織中，重要課的課長（特務、法律、公關）則都是特務辦直接派出的工作人員，被稱爲「地方特別事務主管」（Directors of Special Affairs，簡稱DSA）。由於工作的特殊性，特務辦遵循從美國洛杉磯總部到當地辦公室的垂直層級結構。在當地教會的「地方特別事務主管」不向屬地的國家教會報告，而是向宗教領袖大衛·密斯凱維吉位於洛杉磯的國際總部垂直報告任務。
除了正式工作人員外，一些教會工作人員還擔任辦公室的義工，從而減少了私家偵探調查和法律研究的費用 。一些志願者參與其中的動機則是認為他們會受到特殊的「道德保護」。例如，一名山達基人曾在網上閱讀了批評山達基教的有關信息，他即得知除非他為特務辦進行一系列志願調查工作，否則他將無法繼續接受服務。

## 歷史

### 賀伯特溝通辦公室
在1950年代，山達基教開始遭到批評和抵制。為了保衛教會，宗教創始人L·羅恩·賀伯特主張在第一處（溝通辦公室）建立情報部門，從而監視山達基教的批評者和支持者。根據這項建議，1960年教會成立了政府事務課（Department of Government Affairs ），並主張不要防守而是主動尋找甚至捏造案件來提起訴訟。該部門的努力使山達基教會在稅收和法律上的事務受到的挑戰減弱。同時，政府事務課也努力積極地影響著美國政府事務。1961年，政府事務課併入新成立的特別事務課（Department of Special Affairs）。 1966年成立的公共調查科（Public Investigation Section）也招募了許多專業調查員來監視批評者。

### 守護者辦公室（1966年-1983年）
1966年，政府事務課和公共調查科合併到新的守護者辦公室（Guardian's Office，GO）之下，旨在保護山達基教會的利益。該組織的總部位於英國倫敦附近東格林斯特德的聖崗莊園。辦公室也負責對山達基人進行內部監視，特別是異端想法者和著名的離教者。這個組織的領導稱爲守護者。 1966 年，守護者是教祖的第三任妻子，瑪麗·蘇·賀伯特（Mary Sue Hubbard)。 1969 年，她被簡·肯伯（Jane Kember）取代。控制員（Controller）為瑪麗·蘇·賀伯特在守護者之上創建了一個新職位。1970 年代，山達基反對者日益受到守護者辦公室的迫害，美國聯邦政府機關也受到滲透，有人擔任關鍵職位以取得機密資料。山達基教會的大多數地方分支機構很快就擁有了至少一名來自守護者辦公室的直屬成員，而守護者辦公室本身的組織結構頂層也設有針對自己的秘密情報局。該辦公室在1973年發起了美國歷史上最大規模政府機構被入侵滲透的陰謀之一——白雪公主行動，至1979年偵破時發現多達五千名秘密特工。在該行動被偵破之後，瑪麗·蘇·賀伯特被定罪且被捕入獄。大衛·密斯凱維吉及其周圍親信的確立了山達基教會新一代的領導集體。與此同時，密斯凱維吉於1982年在洛杉磯創立了宗教技術中心對教會結構加以改革。

### 成立特別事務辦公室
新教會領導層認為「守護者辦公室」的醜聞是因爲個別成員的失常行為。為了改善教會的形象，守護者辦公室被解散。新成立的特別事務辦公室作為繼承機構繼承其原有的大部分職能。這個新組織的上層則實際上是新成立的宗教技術中心。而從那以後，教會也的確再也沒有發生過重大醜聞。然而，山達基退教者指出，特別事務辦公室採用了與其前身相同的行動方法，但只是更專業。

## 方法
山達基教始終拒絕用「情報部門」一詞來形容特務辦，聲稱它僅用於收集數據以捍衛山達基教免受其批評者的侵害。然而，教祖對成立這一組織的目的在内部通訊中直言不諱道：「絕不要防守。一定要進攻」。特務辦調查員的培訓計劃也表明該組織不僅僅是一個純粹的防禦性組織，因爲其培訓過程中討論了現代的特殊事務行動方法，包括調查、滲透等，並要求學員閲讀《孫子兵法》和《戰爭論》。
特務辦的行動的目標也包括自由區團體，即相信山達基教義但獨立在教會外實踐的個人及團體。

### 案例
加里·斯卡夫（Garry Scarff）表示他曾經是特務辦特工。他對特務辦的內部運作發表了許多聲明，其中許多都受到教會的質疑。在1993 年7月至8月間，在「國際山達基教會訴史蒂文·菲什曼和烏韋·格爾茨案」中，斯卡夫在宣誓證詞中作證說：「……我被指示，首先去伊利諾州芝加哥謀殺辛西婭·基瑟，她是邪教覺察網絡（Cult Awareness Network）的執行董事，謀殺方式是故意製造車禍」。所幸基瑟沒有被殺，斯卡夫說：「我不能傷害或殺死任何人。」
特務辦的前志工托里·克里斯特曼（Tory Christman）表示，該組織僱用私家偵探，捏造刑事指控並騷擾他們的目標，包括在他們的工作場所，以及他們的家庭成員。
邦妮·伍茲（Bonnie Woods）是一名山達基退教者，她為山達基人及其家人提供心理諮詢。1993 年，她和丈夫一起成為了山達基教會的攻擊目標，當時山達基教會在她家門外和東格林斯特德周圍舉行示威活動，散發傳單譴責她是「仇恨運動者」。一名私家偵探跟蹤了她和她的家人，並找到了他們的債權人並提供免費的法律援助，以便起訴這對夫婦破產。經過長期的誹謗訴訟之戰，教會在1999年同意道歉，並向伍茲支付5.5萬英鎊的賠償金和10萬英鎊的費用。
南希·曼尼（Nancy Many）是「瘋狂行動」時期的高級GO特工。2013 年在接受美國探索頻道《危險勸說》（Dangerous Persuasions）節目採訪時，她描述了她本人參與騷擾莫蘭·庫珀的情況和計畫的私密細節。在紀錄片中，她還明確證實了「彌賽亞計畫」（The Messianic Program）的存在。這是一項審訊計畫，專門用於測試受試者對L·羅恩·賀伯特「與耶穌和佛陀處於同一水平」這一教義的反應。該計畫只由上級對值得信賴的GO特工委托實施，而從未對外部的山達基人透露，這表明了該計畫具有極其機密的性質。

## 外部鏈接
- 特別事務辦公室－瑪格麗‧韋克菲爾德《理解山達基教》中山達基教的秘密中央情報局 （页面存档备份，存于）（英文）
- 山達基秘密服務：山達基情報機構內部（xenu.net）（英文）
  - 山達基教的秘密機構：特別事務辦公室（1983 年至今）（xenu.net） Archive.today的存檔，存档日期2013-01-12（英文）
- 溝通辦公室《司法手冊》 - 溝通辦公室全職人員須閲讀（英文）
- 被欺騙；一個女人反對山達基教會的立場 （页面存档备份，存于），邦尼·伍茲，倫敦：霍德與霍頓出版。2001 年。 ISBN 0-340-78567-5 國際標準書號  0-340-78567-5（英文）
- 特別事務辦公室調查員培訓 （页面存档备份，存于）（英文）